# Torbda maculiceps
Torbda maculiceps là một loài tò vò trong họ Ichneumonidae.